# Emeleusita
L'emeleusita és un mineral de la classe dels silicats, que pertany al grup de la tuhualita.

## Característiques
L'emeleusita és un inosilicat de fórmula química Li₂Na₄Fe₂Si₁₂O30. Cristal·litza en el sistema ortoròmbic. La seva duresa a l'escala de Mohs es troba entre 5 i 6.
Segons la classificació de Nickel-Strunz, l'emeleusita pertany a «09.DN - Inosilicats amb 6 cadenes dobles periòdiques» juntament amb els següents minerals: tuhualita, zektzerita, semenovita-(Ce) i ashcroftina-(Y).

## Formació i jaciments
Va ser descoberta l'any 1978 a l'illa d'Illutalik, a Narsaq (Kujalleq, Groenlàndia), l'únic indret on ha estat trobada. Sol trobar-se associada a altres minerals com: albita, aegirina, quars, riebeckita, mica, zircó, pectolita, apatita, calcita, narsarsukita, nordita o torita.